# Pedro Rizzo
Pedro Augusto Rizzo (Rio de Janeiro, 3 de maio de 1973) é um lutador brasileiro de MMA. É conhecido pelo apelido The Rock (A Rocha), e ficou conhecido por desferir potentes chutes nas pernas dos adversários. 
Já lutou no UFC e no Affliction. Foi treinado pelo ex-lutador Marco Ruas e já derrotou nomes como Josh Barnett, Andrei Arlovski, Tank Abbott, Mark Coleman, Dan Severn, Ricco Rodriguez e Ken Shamrock.

## Carreira no MMA
Pedro Rizzo foi campeão do WVC e disputou o cinturão do UFC três vezes.

### UFC
Em 16 de outubro de 1998, no UFC Brasil, Rizzo estreou no evento contra Tank Abbot, luta em que conseguiu um nocaute. Venceu mais três adversários, até a disputa do cinturão contra Kevin Randleman, onde acabou perdendo pela primeira vez uma luta no MMA.
Após vencer Dan Severn e Josh Barnett, Pedro disputou novamente o cinturão dos pesados, só que dessa vez contra Randy Couture. Num combate muito acirrado, o brasileiro acabou sendo derrotado por decisão unânime, sendo que o resultado foi contestado por muitos, o que resultou em outro confronto.
No UFC 34, Pedro Rizzo disputou novamente o cinturão dos pesados do UFC contra Randy Couture, porém dessa vez o brasileiro acabou sendo derrotado por nocaute técnico no terceiro assalto. Continuou no evento por mais dois anos, mas não disputou o cinturão novamente.

### Pós-UFC
Depois de sair do evento americano, Rizzo continuou sua carreira no Pride, porém não teve sucesso. Em seguida, lutou no Art of War, Affliction e Ultimate Chaos, respectivamente.
Após quase 11 anos, Pedro voltou a lutar no Brasil, no Bitetti Combat MMA 4, onde enfrentou e venceu Jeff Monson por decisão unânime.
Depois Rizzo venceu o kickboxer Gary Goodridge e o ex-lutador do UFC e campeão do King of Pancrase, Ken Shamrock. Ambas as lutas por nocaute técnico.
Lutou contra o ex campeão do PRIDE, a lenda dos pesos pesados Fedor Emelianenko. Rizzo foi derrotado por nocaute após uma sequencia de socos.
Em 2013 lutou contra Satoshi Ishii mas perdeu por decisão unanime, emplacando uma segunda derrota seguida.

## Cartel no MMA
| Res.    | Cartel | Oponente             | Método                                    | Evento                                   | Data       | Round | Tempo | Local                      | Notas                                |
| ------- | ------ | -------------------- | ----------------------------------------- | ---------------------------------------- | ---------- | ----- | ----- | -------------------------- | ------------------------------------ |
| Vitória | 20-11  | Andrew Smith Flores  | Nocaute Técnico (desistência)             | FACE TO FACE 12                          | 12/09/2015 | 1     | 5:00  | Espírito Santo             | Anunciou a aposentadoria.            |
| Derrota | 19-11  | Satoshi Ishii        | Decisão (unânime)                         | IGF: Genome 26                           | 26/05/2013 | 3     | 5:00  | Tóquio                     |                                      |
| Derrota | 19-10  | Fedor Emelianenko    | Nocaute Técnico (socos)                   | M-1 Global - Fedor vs. Rizzo             | 21/06/2012 | 1     | 1:24  | São Petesburgo             |                                      |
| Vitória | 19-9   | Ken Shamrock         | Nocaute Técnico (chutes na perna e socos) | Impact FC 2 - The Uprising: Sydney       | 18/07/2010 | 1     | 3:33  | Sydney                     |                                      |
| Vitória | 18–9   | Gary Goodridge       | Nocaute Técnico (interrupção médica)      | Washington Combat: Battle of the Legends | 15/05/2010 | 2     | 5:00  | Washington, D.C.           |                                      |
| Vitória | 17–9   | Jeff Monson          | Decisão (unânime)                         | Bitetti Combat MMA 4                     | 12/09/2009 | 3     | 5:00  | Rio de Janeiro             |                                      |
| Derrota | 16–9   | Gilbert Yvel         | Nocaute (socos)                           | Ultimate Chaos: Lashley vs. Sapp         | 27/06/2009 | 1     | 2:10  | Biloxi, Mississippi        |                                      |
| Derrota | 16–8   | Josh Barnett         | Nocaute (soco)                            | Affliction: Banned                       | 19/07/2008 | 2     | 1:44  | Anaheim, Califórnia        |                                      |
| Vitória | 16–7   | Jeff Monson          | Nocaute Técnico (socos)                   | Art of War 3                             | 01/09/2007 | 3     | 2:40  | Dallas, Texas              | Ganhou o Título Peso Pesado do UAFC. |
| Vitória | 15–7   | Justin Eilers        | Decisão (unânime)                         | Art of War 1                             | 09/03/2007 | 3     | 5:00  | Dallas, Texas              | Ganhou o Título Peso Pesado do IFA.  |
| Derrota | 14–7   | Roman Zentsov        | Nocaute (soco)                            | Pride 31: Dreamers                       | 26/02/2006 | 1     | 0:25  | Saitama                    |                                      |
| Derrota | 14–6   | Sergei Kharitonov    | Nocaute Técnico (golpes)                  | Pride Critical Countdown 2005            | 26/06/2005 | 1     | 2:02  | Saitama                    |                                      |
| Vitória | 14–5   | Ricco Rodriguez      | Decisão (unânime)                         | UFC 45: Revolution                       | 21/11/2003 | 3     | 5:00  | Uncasville, Connecticut    |                                      |
| Vitória | 13–5   | Tra Telligman        | Nocaute Técnico (corte)                   | UFC 43: Meltdown                         | 06/06/2003 | 2     | 4:24  | Paradise, Nevada           |                                      |
| Derrota | 12–5   | Vladimir Matyushenko | Decisão (unânime)                         | UFC 41: Onslaught                        | 28/02/2003 | 3     | 5:00  | Atlantic City, Nova Jersey |                                      |
| Derrota | 12–4   | Gan McGee            | Nocaute Técnico (interrupção do córner)   | UFC 39: The Warriors Return              | 27/09/2002 | 1     | 5:00  | Uncasville, Connecticut    |                                      |
| Vitória | 12–3   | Andrei Arlovski      | Nocaute (socos)                           | UFC 36: Worlds Collide                   | 22/03/2002 | 3     | 1:45  | Las Vegas, Nevada          |                                      |
| Derrota | 11–3   | Randy Couture        | Nocaute Técnico (golpes)                  | UFC 34: High Voltage                     | 02/11/2001 | 3     | 1:38  | las Vegas, Nevada          | Pelo Cinturão Peso Pesado do UFC     |
| Derrota | 11–2   | Randy Couture        | Decisão (unânime)                         | UFC 31: Locked & Loaded                  | 04/05/2001 | 5     | 5:00  | Atlantic City, Nova Jersey | Pelo Cinturão Peso Pesado do UFC     |
| Vitória | 11–1   | Josh Barnett         | Nocaute (soco)                            | UFC 30: Battle on the Boardwalk          | 23/02/2001 | 2     | 4:21  | Atlantic City, Nova Jersey |                                      |
| Vitória | 10–1   | Dan Severn           | Nocaute Técnico (chutes na perna)         | UFC 27: Ultimate Bad Boyz                | 22/09/2000 | 1     | 1:33  | Nova Orleães, Luisiana     |                                      |
| Derrota | 9–1    | Kevin Randleman      | Decisão (unânime)                         | UFC 26: Ultimate Field of Dreams         | 09/06/2000 | 5     | 5:00  | Cedar Rapids, Iowa         | Pelo Cinturão Peso Pesado do UFC.    |
| Vitória | 9–0    | Tsuyoshi Kohsaka     | Nocaute Técnico (golpes)                  | UFC 23: Ultimate Japan 2                 | 19/11/1999 | 3     | 1:12  | Tóquio                     |                                      |
| Vitória | 8–0    | Tra Telligman        | Nocaute (soco)                            | UFC 20: Battle for the Gold              | 07/05/1999 | 1     | 4:30  | Birmingham, Alabama        |                                      |
| Vitória | 7–0    | Mark Coleman         | Decisão (dividida)                        | UFC 18: Road to the Heavyweight Title    | 08/01/1999 | 1     | 15:00 | Kenner, Luisiana           |                                      |
| Vitória | 6–0    | Tank Abbott          | Nocaute (soco)                            | UFC Brazil: Ultimate Brazil              | 16/10/1998 | 1     | 8:07  | Brasil                     |                                      |
| Vitória | 5–0    | Richard Heard        | Finalização (golpes)                      | World Vale Tudo Championship 3           | 19/01/1997 | 1     | 13:12 | Brasil                     |                                      |
| Vitória | 4–0    | Vernon White         | Nocaute (tiro de meta)                    | World Vale Tudo Championship 2           | 10/11/1996 | 1     | 6:30  | Brasil                     |                                      |
| Vitória | 3–0    | Michael Tielrooy     | Finalização (americana)                   | World Vale Tudo Championship 2           | 10/11/1996 | 1     | 0:18  | Brasil                     |                                      |
| Vitória | 2–0    | Niccolaus Niccolaus  | Finalização (socos)                       | World Vale Tudo Championship 2           | 10/11/1996 | 1     | 1:49  | Brasil                     |                                      |
| Vitória | 1–0    | Eric Labaille        | Nocaute Técnico (socos)                   | IMA: Battle of Styles                    | 26/10/1996 | 1     | 2:57  | Países Baixos              |                                      |